# سيرو دي كورسيا
سيرو دي كورسيا (بالإيطالية: Ciro Fabio Di Corcia)‏ (مواليد 4 يوليو 1976) هو ملاكم إيطالي، مثّل بلاده في الألعاب الأولمبية الصيفية 2000.

## روابط خارجية
سيرو دي كورسيا على موقع أوليمبيديا (الإنجليزية)